# おはよう720
『おはよう720』（おはようセブンツーオー）は、1975年9月29日から1976年9月24日までTBS系列局ほかで放送された情報番組である。放送時間は毎週月曜 - 金曜 7時20分 - 8時00分（JST）。

## 概要
- キャスターは五木田武信、見城美枝子、田中星児ほか。なお、キャスターは「キャラバンII」の取材とレポートの関係上、頻繁に変わっていた。
- 1975年1月6日以来独立して放送されていた朝のJNNニュースを内包して、放送時間を7:00に延長するため、1976年9月24日をもって終了。9月27日から『おはよう700』に改題した。
- 内容は「日本の空」。TBS系列各局からのお天気カメラでの朝の街の様子や天気予報を伝えながら、地方の話題を紹介するもの。時には、アナウンサーの顔出しもある。
- CM前には、チャイム音とともに「7時○分です（になります）」と言っていた（後の『おはよう700』→『テレビ列島7時』→『朝のホットライン』へと引き継がれた）。
- 番組の看板コーナーと言える存在だったのが、「キャラバンII」。これは、前番組「おはよう地球さん」の「パスポート」シリーズからの流れの国外取材記で「リスボン-東京70,000 km」というキャッチコピーで展開し、トヨタ自動車のカローラ30セダンと5代目クラウンカスタム2000ワゴンによる、ユーラシア大陸横断企画だった。テーマ曲は、ダニエル・ブーンの「ビューティフル・サンデー」で、後に司会の田中星児によって日本語でカヴァーされ、カヴァーソングとなった。この企画は大変な人気を呼んだため、『おはよう700』にも形を変えて（トヨタ・カローラ50リフトバックと5代目トヨタ・クラウンカスタム2600ワゴンによるアメリカ大陸縦断など）引き継がれている。なお、ダニエル・ブーンも来日の際、番組に生出演を実現させた。
- 後半は「にっぽん中継」のコーナー。日本各地の話題を生レポート。
- 大規模なニュースが入った場合は通常内容を大きく変更したこともあった。
- エンディングでは「今日もお元気で、いってらっしゃい!」で締めくくるのがお約束だった。

## 放送局
系列は放送当時のもの。
| 放送対象地域  | 放送局       | 系列                                 | 備考                                         |
| ------------- | ------------ | ------------------------------------ | -------------------------------------------- |
| 関東広域圏    | 東京放送     | TBS系列                              | 製作局 現・TBSテレビ                         |
| 北海道        | 北海道放送   | TBS系列                              |                                              |
| 青森県        | 青森テレビ   | TBS系列                              |                                              |
| 岩手県        | 岩手放送     | TBS系列                              | 現・IBC岩手放送                              |
| 宮城県        | 東北放送     | TBS系列                              |                                              |
| 福島県        | 福島テレビ   | TBS系列 フジテレビ系列               | [ 注 1 ]                                     |
| 山梨県        | テレビ山梨   | TBS系列                              |                                              |
| 新潟県        | 新潟放送     | TBS系列                              |                                              |
| 長野県        | 信越放送     | TBS系列                              |                                              |
| 静岡県        | 静岡放送     | TBS系列                              |                                              |
| 石川県        | 北陸放送     | TBS系列                              |                                              |
| 中京広域圏    | 中部日本放送 | TBS系列                              | 現・CBCテレビ                                |
| 近畿広域圏    | 毎日放送     | TBS系列                              |                                              |
| 島根県 鳥取県 | 山陰放送     | TBS系列                              |                                              |
| 岡山県        | 山陽放送     | TBS系列                              | 現・RSK山陽放送 当時の免許エリアは岡山県のみ |
| 広島県        | 中国放送     | TBS系列                              |                                              |
| 山口県        | テレビ山口   | TBS系列 フジテレビ系列 NETテレビ系列 | [ 注 1 ]                                     |
| 愛媛県        | 南海放送     | 日本テレビ系列                       | [ 注 2 ]                                     |
| 高知県        | テレビ高知   | TBS系列                              |                                              |
| 福岡県        | RKB毎日放送  | TBS系列                              |                                              |
| 長崎県        | 長崎放送     | TBS系列                              |                                              |
| 熊本県        | 熊本放送     | TBS系列                              |                                              |
| 大分県        | 大分放送     | TBS系列                              |                                              |
| 宮崎県        | 宮崎放送     | TBS系列                              |                                              |
| 鹿児島県      | 南日本放送   | TBS系列                              |                                              |
| 沖縄県        | 琉球放送     | TBS系列                              |                                              |

## 番組の関連書籍
- 「おはよう720　みみの遠い国へのパスポート」（長谷川みつ美著　毎日新聞社）

※長谷川は前番組『モーニングジャンボおはよう地球さん』から継続して出演しており、その中での紀行シリーズ「パスポート」→「キャラバン（Ⅱ）」の取材裏話をまとめたものである。